# Wayne Embry
Pour les articles homonymes, voir Embry (homonymie).
Wayne Richard Embry (né le 26 mars 1937 à Springfield, Ohio) est un ancien joueur américain de basket-ball ; il a joué au poste d'intérieur durant onze années de 1959 à 1969. Il évolua sous les couleurs des Royals de Cincinnati, des Celtics de Boston et des Bucks de Milwaukee en NBA.

## Biographie

### Carrière de joueur
Il a joué à l'université Miami et au lycée Tecumseh de New Carlisle, Ohio.
Il participa à cinq NBA All-Star Games consécutifs (de 1961 à 1965) et remporta un titre NBA avec les Celtics en 1968.

### Carrière de manager
Après sa retraite de joueur, il est devenu le premier Afro-américain à devenir General Manager en NBA, dirigeant les  Bucks de Milwaukee (de 1971 à 1979), les Cavaliers de Cleveland (de 1986 à 1999) et les Raptors de Toronto (en 2006). Il fut désigné NBA Executive of the Year en 1992 et 1998. Ces actions les plus mémorables en tant que general manager fut le transfert controversé de 1975 de Kareem Abdul-Jabbar des Bucks de Milwaukee vers les Lakers de Los Angeles et le désastreux transfert de 1989 des Cavaliers de Cleveland de Ron Harper et deux premiers tours de draft aux Los Angeles Clippers en échange des droits de Danny Ferry. Ce transfert pénalisa durement les Cavaliers durant les années 1990. Abdul-Jabbar remportera cinq titres avec les Lakers, alors qu'il n'en gagna qu'un seul avec les Bucks. Les Cavaliers réussirent leur meilleur bilan en saison régulière sous la houlette de Embry, mais ne connurent jamais de succès en playoffs.
En 2004, Embry fut engagé en tant que Senior Basketball Advisor par les Raptors de Toronto à la place du General Manager Rob Babcock. Embry fut nommé à ce rang après une seule saison passant devant Babcock dans la hiérarchie, alors que le conseil d'administration invoqua son manque de confiance envers le travail de Babcock. Le 26 janvier 2006, Wayne fut nommé « general manager » par intérim des Raptors après le licenciement de Babcock.
Lors du mois où il occupa l'intérim en tant que G.M., Embry réalisa deux transferts. Le premier inclut le pivot Aaron Williams envoyé aux New Orleans Hornets contre les seconds tours de draft 2006 et 2009. 
Le second transfert envoya Jalen Rose, un premier tour de draft et une somme d'argent non défini (autour de 3 millions de dollars) aux Knicks de New York en échange de l'ex-pivot des Raptors Antonio Davis. La motivation derrière ce transfert était fait dans le but de libérer du cap (Rose gagnant près de 15 millions de dollars par an) afin d'acquérir un pivot expérimenté qui puisse suppléer Chris Bosh.
Quand les Raptors engagèrent Bryan Colangelo en tant que nouveau président et « general manager » le 28 février 2006, Embry retrouva son rôle de Senior Advisor.
Il fut intronisé au Basketball Hall of Fame en 1999 (en tant que contributeur).

## Palmarès

### En tant que joueur
- All-Star NBA en 1961, 1962, 1963, 1964 et 1965
- Champion NBA en 1968 avec les Celtics de Boston

### En tant queGeneral Manager
- Dirigeant de l'année en 1992 et 1998
- Intronisé au Basketball Hall of Fame en 1999